# Красноярський край
Красноя́рський край (рос. Красноя́рский край) — суб'єкт Російської Федерації, входить до складу Сибірського федерального округу.
Адміністративний центр — м. Красноярськ.
Межує з Якутією і Іркутською областю на сході, з Тивою і Хакасією на півдні, з Кемеровською і Томською областями, Ханти-Мансійським і Ямало-Ненецьким автономними округами на заході.
Утворений 7 грудня 1934.

## Географія
Красноярський край розташований в Центральному Сибіру. Займає 13,86 % території Росії.
Красноярський край розташований в басейні річки Єнісей. Північ омивається водами двох морів: Карським і морем Лаптєвих.

### Клімат
Клімат Красноярського краю різко континентальний, характерні сильні коливання температур повітря протягом року. У зв'язку з великою довжиною краю в меридіональному напрямку клімат дуже неоднорідний. Для центральних і південних районів краю, де проживає основна маса населення, характерний континентальний клімат із тривалою зимою й коротким теплим літом.
На території краю виділяють 3 кліматичних пояса: арктичний, субарктичний і помірний. У межах кожного з них помітні зміни кліматичних особливостей не тільки з півночі на південь, але й із заходу на схід. Тому виділяються західні й східні кліматичні області, межа яких проходить по долині річки Єнісей. Тривалість періоду з температурою більше 10 °C на півночі краю становить менш 40 днів, на півдні 110—120 днів.
Для центральної частини регіону, переважно рівнинної, з острівними лісостепами й родючими ґрунтами, характерні відносно коротке жарке літо, тривала холодна зима, швидка зміна температур. На півдні краю — тепле літо й помірно сувора малосніжна зима. Сухе чисте повітря, достаток сонячних днів улітку, цілющі води джерел і численних озер створюють сприятливі умови для будівництва курортів, санаторіїв і баз відпочинку.
Середня температура січня −36 °С на півночі й −18 °С на півдні, у липні відповідно +10 °С и +20 °С. У середньому в рік випадає 316 мм опадів, основна частина — улітку, у передгір'ях Саянів 600—1000 мм. Сніжний покрив установлюється на початку листопада й сходить до кінця березня. У горах Східного й Західного Саянів сніг у деякі роки зберігається цілий рік. Тут сніг лежить на висоті 2400—2600 м, у горах Путорана — на висоті 1000—1300 м.

### Водні ресурси
Красноярський край відноситься до благополучних за забезпеченістю водними ресурсами регіонам. З півдня на північ протікає одна з найбільших річок світу — Єнісей.

### Озера
У Красноярському краї 323 тисячі озер з розмірами більше 300 метрів і площею дзеркала вище за десять гектарів. Окрім цього велика кількість озер з'являються раз в декілька років — під час інтенсивного танення снігів.
Близько 86 % озер краю знаходяться за Полярним колом. Одне з найбільших озер — Таймир. Його площа дзеркала — 4560 км². Інші великі озера: Велике Хантайське, Пясіно, Кета, Лама.
У центральній частині краю близько 16 тисяч озер. На півдні краю більше 4 тисяч озер.
Води деяких озер використовуються з лікувальною метою. Це озера: Ладейне, Шира, Учум, Тагарське, Інголь, Іткуль, Кизикуль та інші.

### Річки

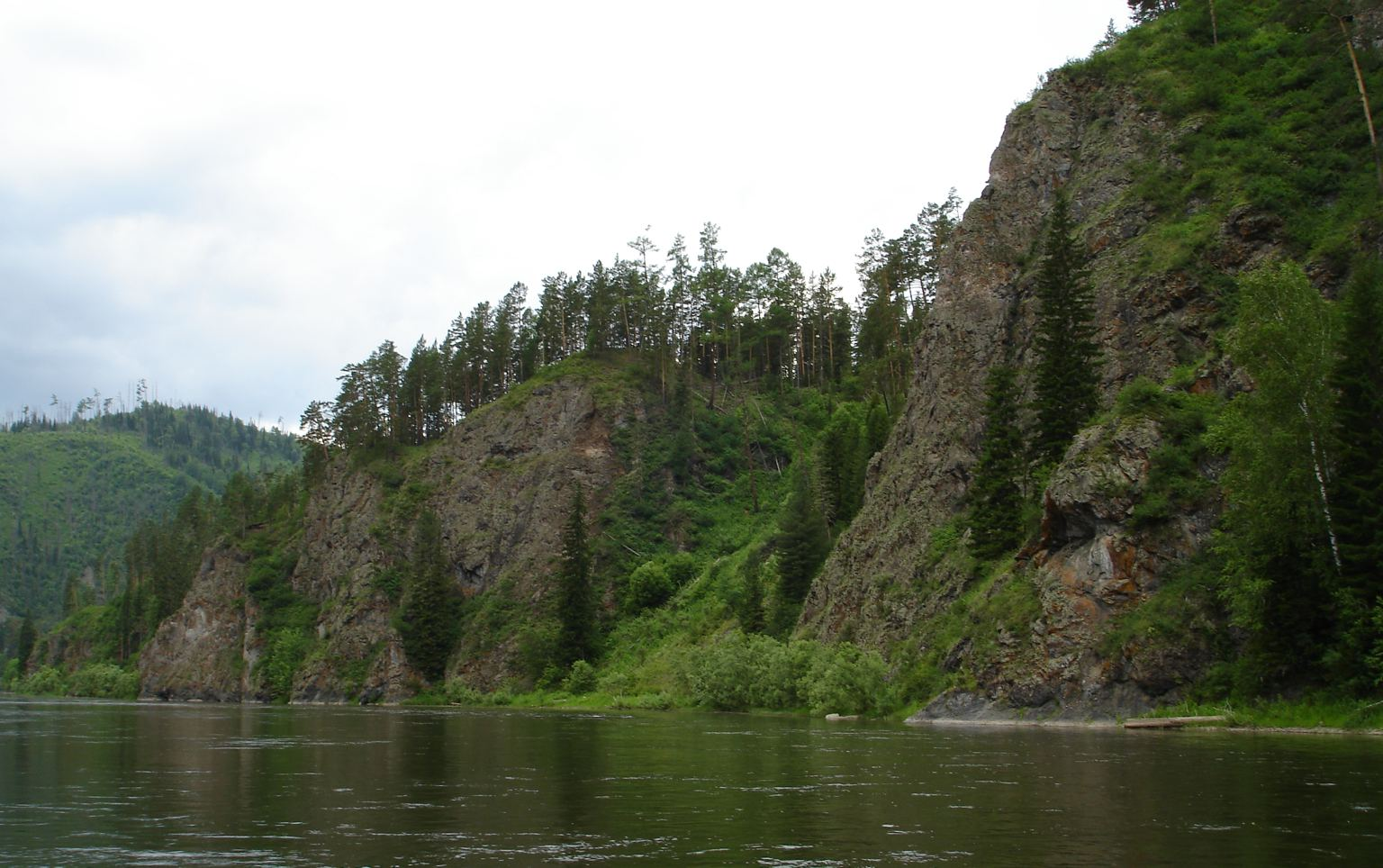
Річка Мана

Таблиця: Найбільші річки краю
| Назва       | Довжина, км | Площа водозбору км² | Середньорічна витрата, м³/с | Середньорічний об'єм стоку, км³ |
| ----------- | ----------- | ------------------- | --------------------------- | ------------------------------- |
| Єнісей      | 3487        | 2 580 000           | 18 600                      | 591                             |
| Ангара      | 1799        | 1 039 000           | 4390                        | 138                             |
| Курейка     | 888         | 44 700              | 664                         | 20,9                            |
| Сим         | 694         | 31 600              | 189                         | 6,0                             |
| Кан         | 629         | 36 900              | 286                         | 9,0                             |
| Мана        | 475         | 9320                | 985                         | 31,1                            |
| Великий Пит | 415         | 21 700              | 238                         | 7,5                             |
| Оя          | 254         | 5300                | 632                         | 19,9                            |
| Сида        | 207         | 4450                | 283                         | 8,9                             |
| Туба        | 119         | 36 900              | 771                         | 24,3                            |

## Екологія
Основний внесок в забруднення навколишнього середовища вносить велика промисловість. 17 міст краю здійснюють 76,6 % шкідливих викидів. Основні викиди роблять: Норильськ, Красноярськ, Ачинськ.
Щорічно у складі промислових аерозолів і газів в краю утворюється до 12,0 млн тонн забруднюючих речовин.
До 2008 року на установах газоочистки уловлюється 79 % маси забруднюючих речовин.
На території Красноярського краю утворюється до 290 млн тонн твердих відходів в рік. Переважна їх частина виникає при видобутку і первинній переробці корисних копалини. Промислові відходи складуються в 73 накопичувачах. Частка вторинного використання відходів не перевищує 26 %. Житлово-комунальне господарство щорічно створює близько 1,6 млн тонн твердих відходів. У краю діють 935 санкціонованих звалищ але всього 10 полігонів відповідає нормативним вимогам. Зареєстровано понад 290 несанкціонованих звалищ.
У водні об'єкти краю скидається 480 млн м³ рідких відходів.

## Заповідники
У Красноярському краї створено п'ять заповідників. Їх загальна площа 8,8 млн га, що становить 3,8 % території краю.
- Столби
- Тунгуський метеоритний заповідник
- «Шушенський бір» — національний парк

і ін.
У краю створено 25 заповідників загальною площею 2 млн га. Планується створити ще 44 заповідники загальною площею більше 2 млн га.

## Історія

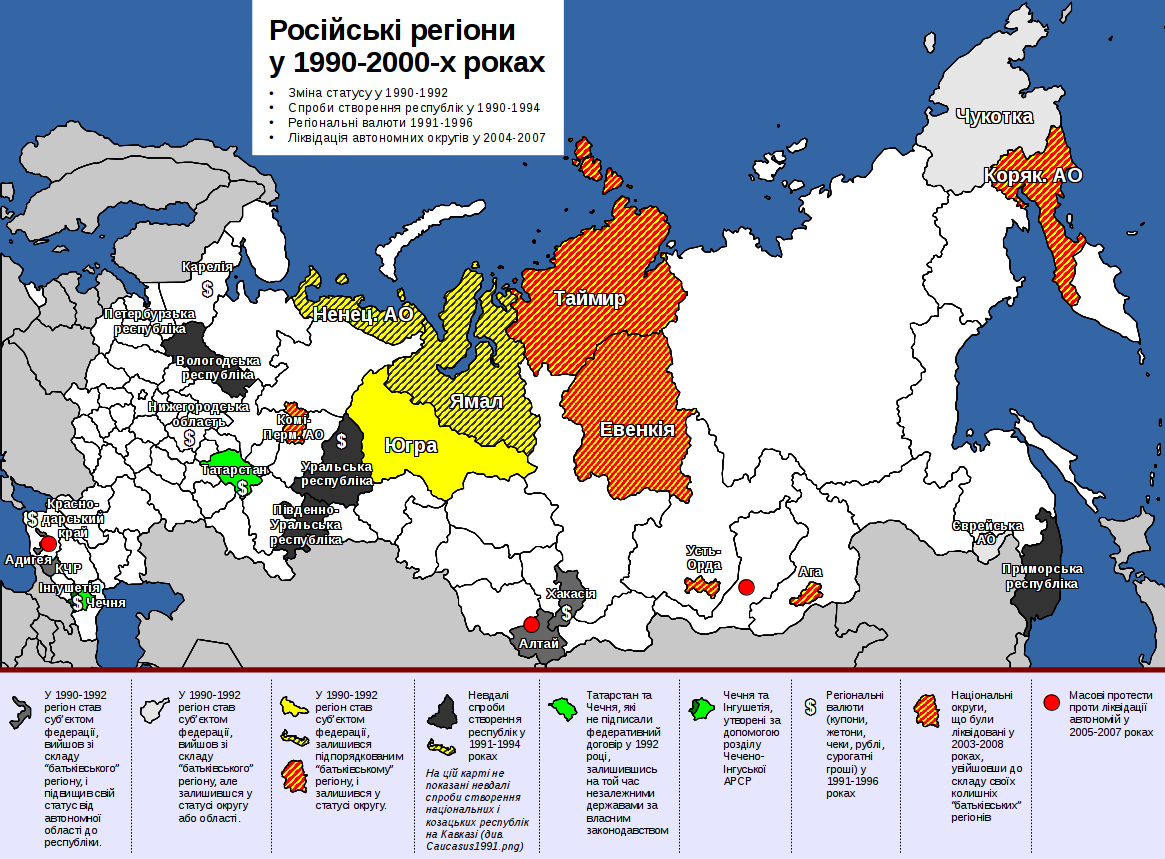
Адміністративно-територіальні зміни: автономізація Хакасії, Евенкії та Таймиру у 1990-х, ліквідація автономії двох останніх у 2000-х.

Постановою Президії ВЦВК від 7 грудня 1934 року внаслідок розділення Західно-Сибірського й Східно-Сибірського країв був утворений Красноярський край.
Від Західно-Сибірського до нового краю відійшли Ачинський, Бірилюський, Боготольський, Каратузький, Курагінський, Мінусінський, Єрмаковський, Назаровський, Усінський і Ужурський райони, а також Хакаська автономна область у складі шести районів. Від Східно-Сибірського — весь Єнісейський і Канський округі в складі 21 району, а також Евенкійський і Таймирський національні округи. У цілому в складі краю було 52 райони.
Межі Красноярський краю майже збіглися з межами колишньої Єнісейської губернії. Адміністративно-територіальний поділ в 1935–1936 роках зазнав істотних змін. Були утворені нові райони: Берьозовський, Даурський, Ідринський, Іланський, Ігарський, Козульський, Краснотуранський і Тюхтетський, в 1936 році — Ємельяновський райони.
В 1991 Хакаська автономна область вийшла зі складу краю й перетворена в республіку.
З 1 січня 2007 року Красноярський край, Таймирський (Долгано-Ненецький) автономний округ і Евенкійський автономний округ об'єдналися в новий суб'єкт Російської Федерації — Красноярський край у межах трьох раніше існуючих суб'єктів, автономні округи увійшли до складу краю як Таймирський і Евенкійський райони.

## Населення
Населення, за даними Красноярськстату, 2966,0 тис. осіб (2008). Густота населення: 1,2 осіб/км² (2007), питома вага міського населення: 75,4 % (2007).
На 1 вересня 2007 року чисельність населення, за даними Красноярськстату, склала 2889,8 тис. осіб, скоротившись із початку року на 0,14 %. Народжуваність за січень—серпень 2007 року склала 22,5 тис. осіб (збільшення в порівнянні з аналогічним періодом 2006 року на 5,5 %), смертність скоротилася до 26 тис. осіб (на 6,5 %), негативне міграційне сальдо склало 0,4 тис. осіб. У серпні 2007 року народжуваність уперше за багато років впритул наблизилася до рівня смертності: народилося 3076 осіб (коефіцієнт 12,5), умерло 3105 осіб (коефіцієнт 12,6), таким чином, природне скорочення зменшилося до 29 осіб.
Близько 80 % населення краю живуть на південь від Ангари — на одній десятій території краю.

### Національний склад

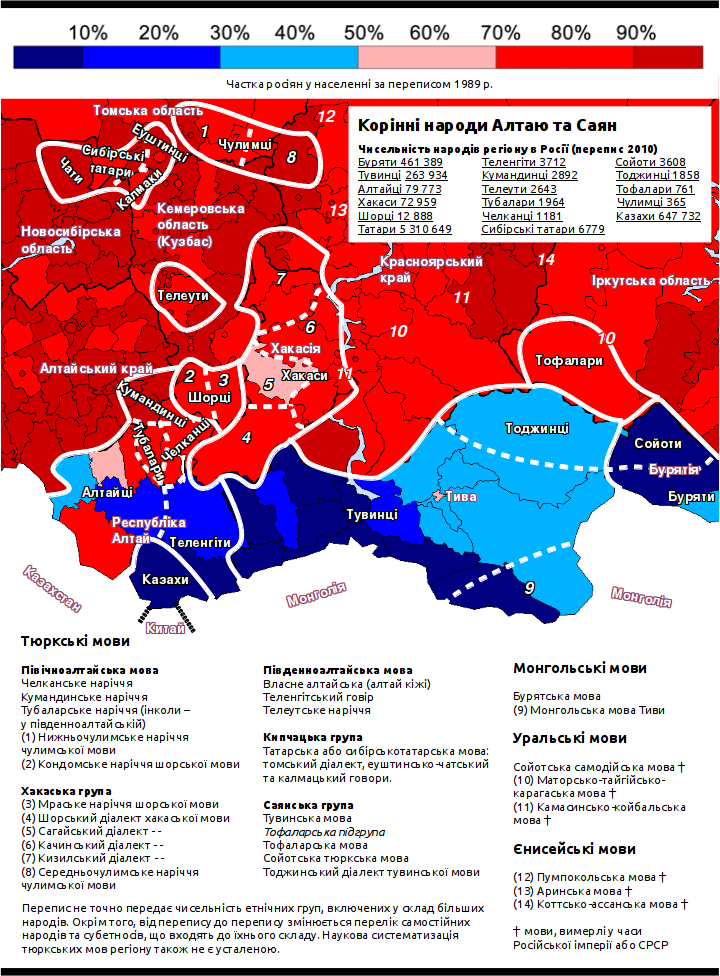
Етнографічна мапа півдня Красноярського краю

Національний склад населення Красноярського краю відповідно до Всеросійського перепису 2002 був такий:

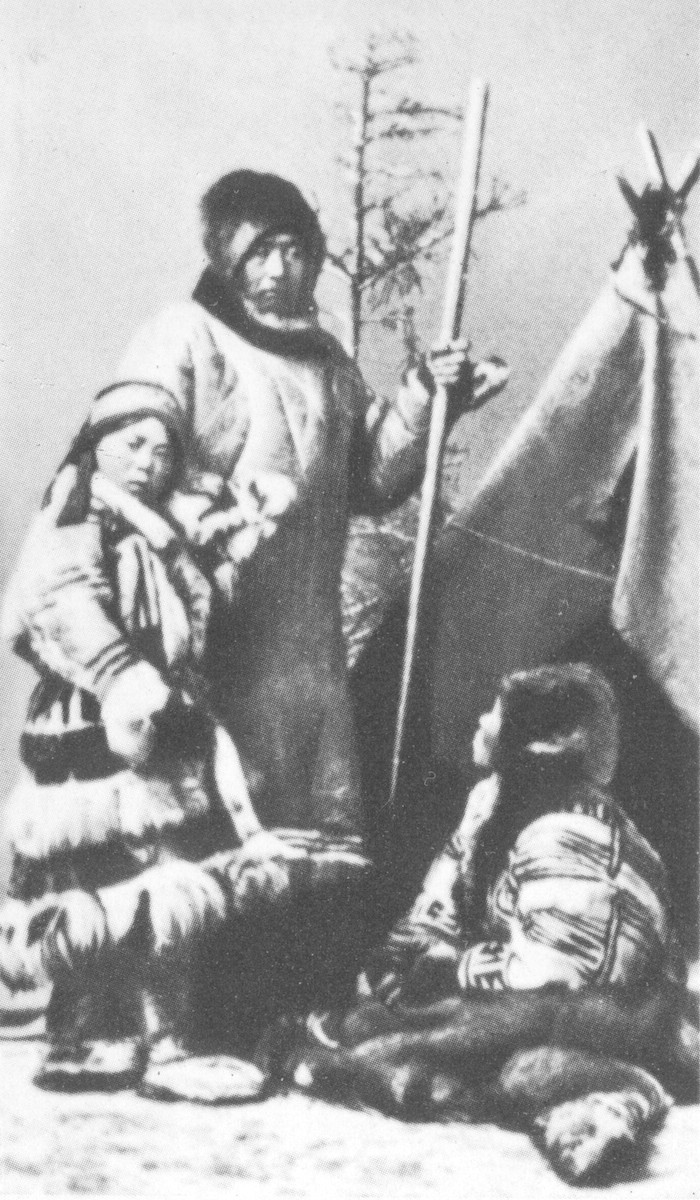
Ненці. 1860-і роки

| Народ                               | Частка, 2002, % |
| ----------------------------------- | --------------- |
| Росіяни                             | 88,95 %         |
| Українці                            | 2,31 %          |
| Татари                              | 1,5 %           |
| Німці                               | 1,24 %          |
| Азербайджанці                       | 0,66 %          |
| Білоруси                            | 0,61 %          |
| Чуваші                              | 0,57 %          |
| Не вказали національність           | 0,51 %          |
| Вірмени                             | 0,37 %          |
| Мордва                              | 0,25 %          |
| Ненці                               | 0,21 %          |
| показані народи з чисельністю 0,2 % |                 |

## Адміністративно-територіальний устрій
| Райони Красноярського краю | Райони Красноярського краю | Міста крайового підпорядкування | Адміністративна карта |
| --- | --- | --- | --------------------- |
| - Абанський район - Ачинський район - Балахтинський район - Березівський район - Бірилюський район - Боготольський район - Богучанський район - Великомуртинський район - Великоулуйський район - Дзержинський район - Евенкійський район - Ємельяновський район - Єнісейський район - Єрмаковський район - Ідринський район - Іланський район - Ірбейський район - Казачинський район - Канський район - Каратузький район - Кежемський район - Козульський район - Краснотуранський район - Курагінський район - Манський район - Мінусінський район | - Мотигінський район - Назаровський район - Нижнеїнгаський район - Новоселовський район - Партизанський район - Північно-Єнісейський район - Піровський район - Рибинський район - Саянський район - Сухобузимський район - Таймирський район - Тасеєвський район - Туруханський район - Тюхтетський район - Уярський район - Ужурський район - Шариповський район - Шушенський район | - Ачинськ - Бородіно - Дивногорськ - Єнісейськ - Заозерний - Зеленогорськ - Желєзногорськ - Ігарка - Канськ - Красноярськ - Лісосибірськ - Назарово - Норильськ - Сосновоборськ |                       |

Також до складу Красноярського краю адміністративно входить низка островів, зокрема острів Кішка.

## Економіка

### Природні ресурси

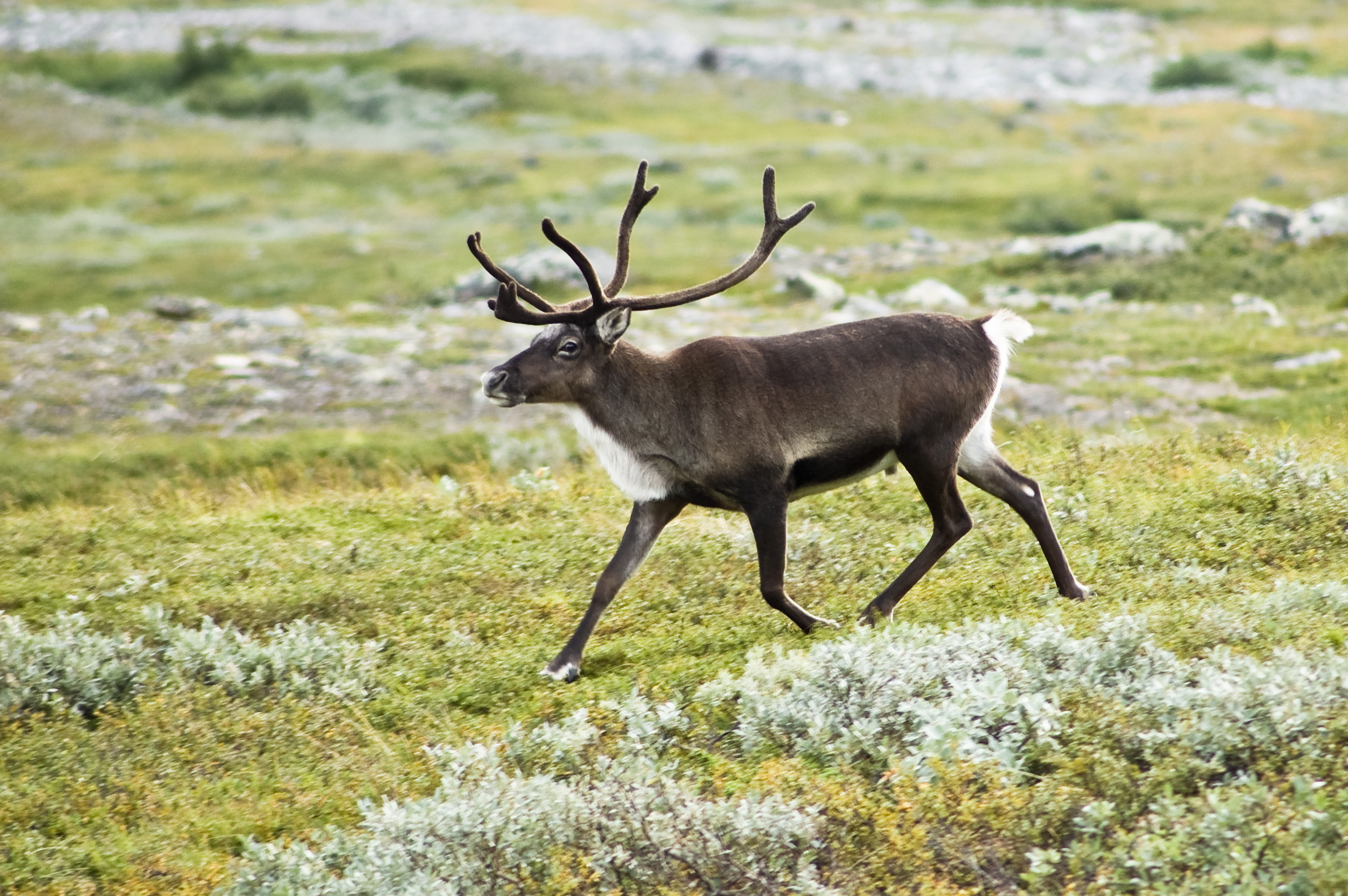
Північний олень

Красноярський край — один із найзабезпеченіших природними ресурсами регіонів країни.
Край має істотний гідроенергопотенціал, сконцентровано 10 % російських запасів деревини.

### Корисні копалини
У краї зосереджене понад 95 % російських запасів нікелю й платиноїдів та понад 20 % золота. Масштабний вуглевидобуток здійснює Красноярскуголь у Кансько-Ачинському, значний Тунгуський кам'яновугільний басейн, нафтогазові родовища Юрубченського блоку, велике Ванкорське нафтогазове родовище.
Одне з найбільших у світі Горевське родовище свинцю (42 % російських запасів). Розробляються Абагаське залізорудне родовище, Курейське й Ногінське родовища графіту. Перспективно найбільше в країні Чуктуконське родовище рідкісноземельних елементів, готове до освоєння Пороженське марганцевих руд, алюмінієвих (Чадобедська група родовищ бокситів) й уранових руд (Курагінське й Каратузьке родовища), в Єнісейській затоці родовища газу й газоконденсату Ванкорського блоку.
Усього в Красноярському краї виявлено понад 10 тисяч родовищ і рудовиявлень різних корисних копалини.

### Ліс і лісове господарство
Площа лісового фонду Красноярського краю становить 168,1 млн га. Ліси покривають 69 % території краю. Запаси промислової деревини оцінюються в 14,4 млрд м³, що становить 18 % загальноросійських запасів деревини. Більше половини лісів краю припадає на модрину, близько 17 % на ялину і ялицю, 12 % на сосну і більше 9 % — на кедр. Ліси краю на 88 % складаються з хвойних порід.
Промислове значення мають: соболь, вивірка лісова, песець, лисиця руда, горностай, а також дикий північний олень. Популяція дикого північного оленя оцінюється в 600 тисяч голів.
Всього в краю мешкає 342 види птахів і 89 видів ссавців.
У річках краю водиться близько 30 видів промислових риб: осетер, стерлядь, таймень, харіус, сиг та інші.

### Валовий регіональний продукт
Валовий регіональний продукт (далі ВРП) Красноярського краю в 2007 році оцінюється в 721,2 мільярда рублів (+105,5 % до попереднього року). Промисловість (оброблювальна і добувна) виробляє 60,4 % обсягу ВРП, транспорт і зв'язок — 8,1 % ВРП, торгівля і послуги — 6,7 %, будівництво — 6,1 %, сільське господарство — 4,9 %.
На частку Красноярського краю припадає 3,2 % всього обсягу промислової продукції виробленної на території Росії.

### Енергетика

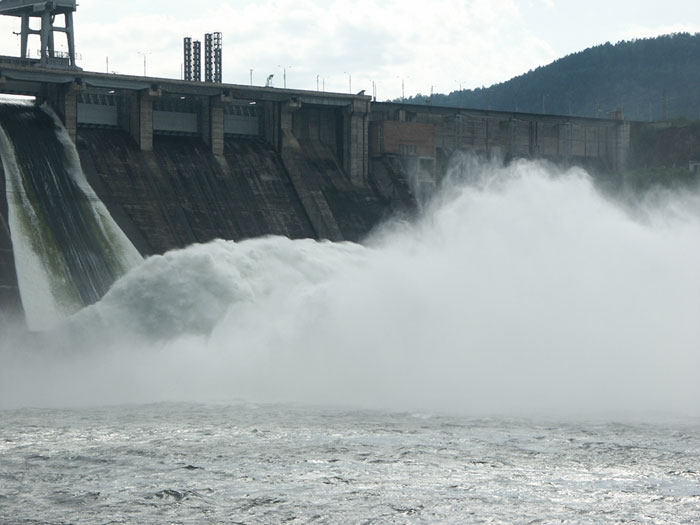
Красноярська ГЕС

Красноярський край має найбільші в Росії гідроенергетичний потенціал. На Єнісеї побудовані одні з найбільших у світі гідроелектростанцій. На території краю розташовані 20 діючих електростанцій, а 1 будується.
У краю побудовані і будуються ГЕС:
- Красноярська (20 млрд кВт·ч/рік);
- Богучанська, будується (18 млрд кВт·ч/рік);
- Курейська (2,6 млрд кВт·ч/рік);
- Усть-Хантайська (2 млрд кВт·ч/рік).

Існують проекти Евенкійської ГЕС, Нижньоангарських ГЕС і Кулюмбінського каскаду ГЕС. Законсервовано будівництво Нижньокурейської ГЕС.
На вугіллі Кансько-Ачинського вугільного басейну працюють: Берьозовська (7 млрд кВт·ч/рік), Назаровська, Заозерна і Красноярські ГРЕС.
Місто Норильськ забезпечує енергією Норильська ТЕЦ.
Встановлена потужність електростанцій Красноярської енергосистеми становить 13,9 млн квт, питома вага ГЕС в структурі встановленої потужності — 52 %. У 2007 році виручка підприємств електроенергетики краю склала 50,8 млрд рублів.

### Кольорова металургія
Великі енергетичні ресурси краю дозволили створити великий металургійний комплекс: Красноярська ГЕС — Красноярський алюмінієвий завод — Ачинській глиноземний комбінат — Красноярський алюмінієво-металургійний завод (КрАМЗ).
Підприємства Красноярського краю виробляють близько 27 % російського первинного алюмінію; Норильський нікель проводить більше 70 % російській міді, 80 % нікелю, 75 % кобальту, більше 90 % металів платинової групи.
У 2007 році металургія краю (кольорова і чорна) виготовила продукції на 399,1 млрд рублів.

### Машинобудування і металообробка

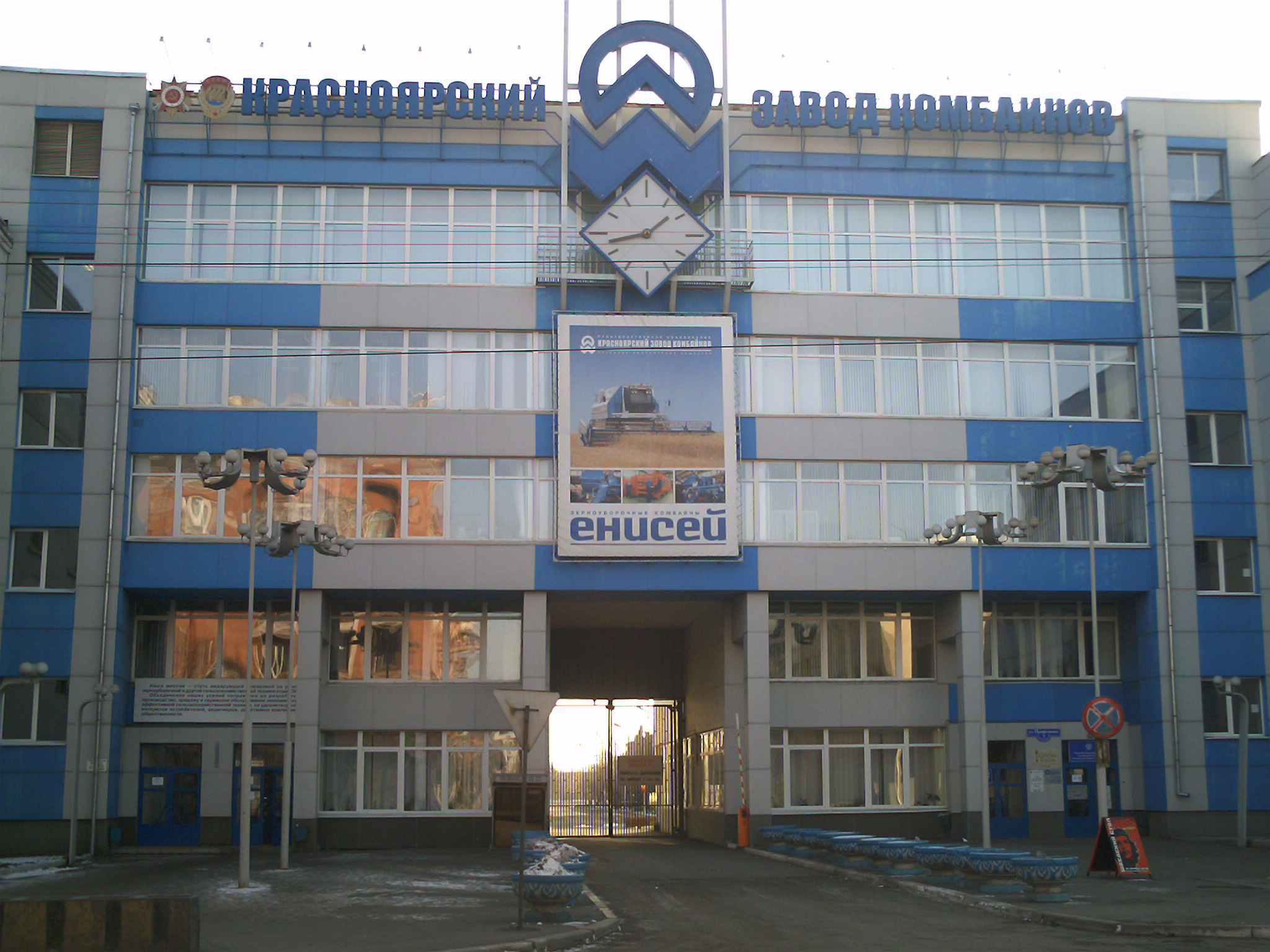
Красноярський завод комбайнів

Машинобудування займає в Красноярському краї друге місце за кількістю створених робочих місць.
Машинобудівні підприємства Красноярського краю виробляють продукцію як цивільного, так і оборонного призначення:
- зернозбиральні комбайни і сількогосподарчу техніку — Красноярський завод комбайнів, Назаровській завод с/г машинобудування;
- лісонавантажувачі, лісовалочні машини та ін. — Кралісмаш;
- побутові холодильники — «Бірюса»;
- мостові крани до 200 тонн — «Сибтяжмаш»;
- ракетно-космічна техніка — ФДУП «Красмаш», ВАТ «ІСС» імені академіка М. Ф. Решетнева";
- річкові судна — Красноярська судноверф;
- радіоелектронне устаткування;

та інше.
У 2007 році машинобудівні підприємства краю виготовили продукції на 27,1 млрд рублів.

### Хімічна промисловість
Хімічна промисловість краю виробляє:
- бензин і нафтопродукти — Ачинський нафтопереробний завод;
- каучуки — Красноярський завод синтетичного каучуку;
- автомобільні і авіаційні шини — Красноярський шинний завод;
- етанол — «Красноярський біохімзавод», «Канський біоетанол»;
- пеніцилін і ін. лікарські препарати — Красфарма

Припинене виробництво синтетичних волокон. Продовжує працювати державний хімічний комбінат «Єнісей».
Хімічна промисловість краю в 2007 році виробила продукції на 7,7 млрд рублів.

### Атомна промисловість
У 1950-і роки в краю побудовано місто Желєзногорськ і Красноярський гірничо-хімічний комбінат. Місто Зеленогорськ і Електрохімічний завод.

### Деревообробна і целюлозно-паперова промисловість
Лісова промисловість займає третє місце в краю за кількістю створених робочих місць (після металургії і машинобудування). У лісозаготівлі і деревообробці працюють
близько 400 підприємств. Найбільші з них: ТОВ «Енісейський ЦПК», ВАТ «Лесосибірський ЛДК», ТОВ «Енісейлісозавод», ЗАТ «Новоєнісейський ЛХК», ТОВ «ДОК Єнісей», ТОВ «Канський ЛДК» і ін. Вони випускають: ДВП, ДСП, пиломатеріали, в 2007 році почалося виробництво МФД, паливних пеллет. У 2007 році виручка підприємств в обробці деревини і виробництві виробів з дерева склала 9,7 млрд рублів.
Обсяг виробництва в целюлозно-паперовому виробництві і поліграфічній діяльності в 2007 році склав 3,2 млрд рублів.
Планується будівництво трьох целюлозно-паперових комбінатів.

### Інша промисловість
У краю ведуть діяльність найбільші фінансово-промислові групи:
- «Базовий елемент» (РУСАЛ Красноярський алюмінієвий завод, Ачинський глиноземний комбінат, Красноярський ЦПК)
- «Інтеррос» («Норильський нікель»)
- «Євраз груп» (Краснокаменський і Ірбінський залізні копальні, лісовий комплекс)
- «Група МДМ» — СУЕК (видобуток вугілля, енергетика)

Крім того, значні підприємства:
- Горевський гірничо-збагачувальний комбінат (свинцево-цинкові руди)
- Північно-Ангарський гірничо-металургійний комбінат (магнезитові руди)
- Крастяжмаш
- Красноярський завод кольорових металів ім. Гулідова
- Зеленогорській електрохімічний завод
- Красноярський цементний завод

### Транспортна інфраструктура
Красноярський край є великим транспортно-розподільним і транзитним вузлом Сибірського федерального округу. Транспортний комплекс краю представлений всіма видами транспорту, включаючи трубопровідний.
- Транссибірська залізнична магістраль, Норильська залізниця і покинута ділянка (Ігарка — Долгий) трансполярної магістралі; проектується Північно-Сибірська залізнична магістраль;
- Автомобільні траси М53 Байкал (Новосибірськ — Іркутськ) і М54 Єнісей (Красноярськ — Кизил — Монголія)
- Північний морський шлях і судноплавство по Єнісею (Єнісейське річкове пароплавство)
- Річкові порти: Красноярський річковий порт, Лісосибірський порт, Єнісейський порт, морський порт в Ігарці
- Розвинений авіатранспорт: 26 аеропортів зокрема найбільший міжнародний аеропорт Ємельяново в м. Красноярськ
- Край перетинають дві нитки нафтопроводу Іркутськ—Анжеро-Судженськ
- Магістральні ЛЕП: Братська ГЕС — Красноярська ГЕС — Новосибірськ; Красноярська ГЕС — Саяно-Шушенська ГЕС

Об-Єнісейський канал не діє з 1942 року.

### Транспортні компанії
Найбільші транспортні компанії Красноярського краю:
- Красноярська залізниця
- Єнісейське річкове пароплавство
- Авіакомпанія «Красноярські авіалінії» — «Красейр»
- Сибавіатранс
- Востоксибпромтранс

Основним видом транспорту залишається залізниця. 94 % вантажів перевозяться залізницею. У 2007 році підприємствами транспорту перевезено 418,5 млн осіб.

### Зв'язок
У краю діє 220 операторів зв'язку. У 2007 році вони здійснили послуг на 20,98 млрд рублів. Рівень телефонізації склав 164 стаціонарних телефону на 1000 осіб.

### Будівництво
Інтенсивний розвиток великої промисловості дозволив створити в Красноярському краї могутній будівельний сектор.
Найбільші підприємства:
- Бамтоннельстрой
- Кульбитстрой
- Красноярський і Ачинській цементні заводи
- ВАТ «Желєзобетон»
- ВАТ «Уяржелезобетон»
- ВАТ «Красноярський завод ЗБВ-1»

У 2007 році в краю було побудовано 1 млн 159 тис. м² нового житла, що становить 0,4 м² на людину. У Красноярську було побудовано 762,9 тисяч м² нового житла. У 2007 році середня вартість будівництва одного квадратного метра житлових будинків склала по краю 18 256 рублів, по Красноярську — 21 831 рубель. Середня ціна одного квадратного метра загальної площі квартир по Красноярському краю на первинному ринку житла в грудні 2007 року склала 40 400 рублів, на вторинному ринку — 40 100 рублів.

### Сільське господарство
На гербі Красноярського краю зображений лев з серпом і лопатою. Серп і лопата відображали головне заняття жителів — землеробство і видобуток копалин, в першу чергу — золото.
Клімат Мінусінської улоговини вважається найкращим у Сибіру — тут вирощують найкращі в Сибіру овочі і фрукти. Більше 50 % краєвого обсягу сільськогосподарського виробництва припадає на райони, розташовані в центральній і південно-західній частинах краю: Назаровський, Ємельяновський, Ужурський, Березівський, Шушенський, Манський, Балахтінський, Шариповський, Мінусінський, Краснотуранський.
У 2007 році підприємства краю виробили сільськогосподарській продукції на 41,6 млрд рублів. По врожайності зернових культур край займає 1 місце в Сибірському федеральному окрузі — 19,8 ц/га. Виробництво худоби і птиці в 2007 році склало 173,4 тис. тонн, виробництву молока 659,5 тис. тонн.

#### Рослинництво
Загальна посівна площа сільськогосподарських культур в господарствах краю 2007 року становила 1493 тисячі гектарів. Обсяг виробництва зерна збільшився в порівнянні з 2006 роком на 21,9 % — до 1811 тисяч тонн у вазі після доопрацювання. Урожай картоплі становив 1058,4 тисячі тонн, овочів — 286,1 тисячі тонн.
У 2007 році в краю вироблено продукції рослинництва на 20,9 млрд рублів.

#### Тваринництво
У 2007 році в краю вироблено продукції тваринництва на 20,7 млрд рублів.
Поголів'я великої рогатої худоби в 2007 році становило 412,1 тис. голів, поголів'я свиней — 363,4 тис. голів.
Виробництво молока в 2007 році склало 644,8 тис. тонн. Надій молока на одну корову — 3711 кілограм. Яєць проведено 683,1 млн штук.

### Перспективи економічного розвитку
Основні середньострокові перспективи економічного розвитку краю пов'язані з планами розвитку Нижнього Приангар'я. Адміністрація Красноярського краю розробила проект «Комплексний розвиток Нижнього Приангар'я». Створена Корпорація розвитку Красноярського краю.
На першому етапі планується побудувати: Богучанську ГЕС, залізницю Карабула — Ярки, моста через Ангару в районі села Ярки, реконструювати автошляхи Канськ — Абан, Богучани — Кодінськ. Алюмінієвий завод потужністю 600 тисяч тонн в Богучанському районі, лесоперерабативающий комплекс потужністю 720 тисяч тонн целюлози в районі села Ярки.
На другому етапі: Тагарське металургійне об'єднання, Горевське металургійне об'єднання, газопереробний і газохімічний комбінати в Богучанському районі, цементний завод на базі Чадобецького глиноземного комбінату.

## Культура
У Красноярському краї діють:
- 12 професійних театрів і Красноярська краєва філармонія;
- 124 дитячих музичних, художніх, хореографічної школи і школи мистецтв;
- 1192 краєвих державних і муніципальних бібліотек;
- 49 музеїв
- 148 кінотеатрів і кіноустановок
- Красноярський цирк

### Театри
На території Красноярського краю розташовані театри:
- Драматичний театр ім. А. С. Пушкіна (Красноярськ);
- Красноярський державний театр музичної комедії;
- Красноярський державний театр опери і балету;
- Красноярський державний молодіжний театр "ТЮЗ";
- Красноярський краєвий театр ляльок;
- Лесосибірський міський театр «Поїск»;
- Норильський Заполярний театр драми імені Вол. Маяковського
- Мінусінський міський драматичний театр
- Ачинський міський драматичний театр
- Канський міський драматичний театр
- Желєзногорський театр оперети

У театрах Красноярського краю грали відомі актори: Г. С. Жженов і І. М. Смоктуновський — в Норильському Заполярному театрі драми імені Вол. Маяковського. І. М. Смоктуновсикий вчився в студії і працював у Красноярському драматичному театрі ім. А. З. Пушкіна. Д. О. Хворостовський співав у Красноярському державному театрі опери і балету. На сцені Мінусінського драматичного театру ставив свої п'єси і грав у них письменник В. Г. Ян (Янчевецький).

### Музеї
У 1877 році Микола Михайлович Мартьянов створив у Мінусінську один з перших у Сибіру краєзнавчих музеїв — Мінусінський краєзнавчий музей. У 1883 році відкритий краєзнавчий музей у Єнісейську. Музей створений Л. И. Китмановим і Н. У. Скорняковим. Один з найбільших у Росії краєзнавчих музеїв Красноярський краєзнавчий музей був відкритий 12(25) лютого 1889 року.

### Спорт
У Красноярському краю функціонують 5299 спортивних споруд. У 2007 році красноярськими спортсменами на всеросійських і міжнародних змаганнях було завойовано 116 медалей. У 2007 році в краю було проведено 360 краєвих спортивно-масових заходи і більше 20 всеросійських і міжнародних змагань.

### Туризм
У 1978 році в Австрії побудований 4-палубний круїзний теплохід «Антон Чехов». По Єнісею починали проводитися туристичні круїзи з Красноярська до Ігарки.
Велика кількість туристів відвідує Шушенське і міжнародний фестиваль етнічної музики «Саянське кільце».
Значний туристичний потенціал має Єнісейськ, який в XIX столітті був найкращим повітовим містом Росії.

## Особистості
- Колмаков Віктор Павлович (1913–1973) — український вчений-правознавець, доктор юридичних наук, професор, завідувач кафедри криміналістики (1952—1957) Харківського юридичного інституту.